# Afonja
Afonja (russisk: Афоня) er en sovjetisk spillefilm fra 1975 produceret af Mosfilm og instrueret af Georgij Danelija.
Filmen blev med 62,2 millioner solgte billetter i Sovjetunionen årets mest sete film i 1975.
Filmen er optaget i Moskva og i Jaroslavl.

## Handling
Blikkenslageren Afanasy Borsjtjov (Afonja) (spillet af Leonid Kuravljov) og hans ven Fedulov (spillet af Borislav Brondukov) bruger det mest af dagen og natten på at undgå arbejde og finde muligheder for at drikke. Afanasy tager bestikkelse fra sine kunder og er ofte i problemer med den lokale komité for sin opførsel. En aften på værthus møder han Kolja, som han drikker sig fuld med, men da han kommer hjem, forlader kæresten ham. 
Tingene fortsætter med at gå ned ad bakke for Afanasy. På arbejdspladsen er der ikke tiltro til ham, og lærlingene vil ikke arbejde samme med ham. Da Afanasy vender hjem, ankommer Kolja for at bo hos ham i et stykke tid, da Koljas kone har smidt ham ud. 
Afonja møder den unge sygeplejerske Katja Snegireva (spillet af Jevgenija Simonova), hun er interesseret i Afonja, men han lægger ikke meget mærke til hende og hendes forsøg på kontakt. Han drømmer i stedet om Helen (spillet af Nina Maslova), som han bliver forelsket i under et kundebesøg. Katja bliver ved med at planlægge nye møder med Afonja og forsøger at tiltrække hans opmærksomhed: "Afanasy! nogen ringede, jeg troede det var dig...", men Afonja fortår ikke hendes tilnærmelser.
Den velhavende Helen vil ikke have noget at gøre med blikkenslageren Afonja. Deprimeret tager han på en drikketur med Fedulov. I sin berusede tilstand tager han til Katjas hjem og foreslår ægteskab og vågner ved siden af hende om morgenen. Katja fortæller ham, at hun skal flytte til Afrika med sit arbejde, og at hun tænker på at aflyse på grund af Afonja.
Afonja beslutter imidlertid at tage tilbage til sin landsby, hvor han er vokset op med sin tante Frosja. Han opdager, at Frosja er død, og at hun savnede ham. Afonja bliver yderligere deprimeret og prøver at ringe til Katja, men hun er taget afsted. Frustreret tager han til den lokale lufthavn og beder om en billet til hvilket som helst sted. Lige da Afanasy er på vej til det ventende AN-2 fly, hører han en velkendt pigestemme. Det er Katja med en kufferten i hånden: "Afanasy!, nogen ringede nogen, jeg tænkte det var dig ..."

## Medvirkende
- Leonid Kuravljov - Afanasij "Afonja" Borsjtjov
- Jevgenija Simonova - Katja Snegireva[5]
- Jevgenij Leonov - Kolja
- Savelij Kramarov - Razor
- Nina Maslova - Jelena
- Vladimir Basov - Vladimir Ivanovitj